# Габович, Михаил Михайлович
Михаил Михайлович Габович (род. 27 мая 1948, Москва) — советский артист балета, народный артист РСФСР (1987).

## Биография
Михаил Михайлович Габович родился 27 мая 1948 года в Москве в артистической семье. В 1967 году окончил Московское хореографическое училище (педагог Г. М. Евдокимов)
В 1967—1987 года был солистом Большого театра. Участвовал в гастролях за рубежом. 
В 1980 году окончил ГИТИС. Кандидат искусствоведения (1986, диссертация «Принципы биомеханики в методике преподавания классического танца»).

### Семья
- Дядя — театральный режиссёр Александр Маркович Габович (1907—1974), лауреат Сталинской премии.
- Отец — артист балета Михаил Маркович Габович (1905—1965), солист Большого театра, народный артист РСФСР, лауреат Сталинских премий.
- Мать — балерина Марианна Сергеевна Боголюбская (1919—2013), солистка балета Большого театра, заслуженная артистка РСФСР.
- Жена — балерина Татьяна Игоревна Бессмертнова[2] (род. 1947), солистка балета Большого театра, заслуженная артистка РСФСР.
  - Сын — артист балета Михаил Михайлович Бессмертнов (род. 1973), окончил Московское хореографическое училище, был солистом Большого театра, Московского Классического Балета. С 2005 года — артистический директор труппы «Звёзды Балета Москвы»[3].
    - Внучка — Надежда Михайловна Бессмертнова.

## Премии и награды
- Заслуженный артист РСФСР (25.05.1976).
- Народный артист РСФСР (02.07.1987).

## Партии в балетах
- «Спартак» А. Хачатуряна — Красс
- «Ромео и Джульетта» С. С. Прокофьева — Парис и Ромео
- «Лебединое озеро» П. И. Чайковского — Зигфрид и Злой гений
- «Бахчисарайский фонтан» Бориса Асафьева — Вацлав
- «Шопениана» Шопена — Юноша
- «Иван Грозный» С. С. Прокофьева — Курбский
- «Любовью за любовь» Т. Хренникова — Клавдио